# Osborne 1
Osborne 1（おずぼーんわん）は、オズボーン・コンピュータが1981年4月3日にリリースし商業的に成功した最初の持ち運び可能な「オールインワン」マイクロコンピュータである。重量は10.7kgで、価格は1795USドル。オペレーティングシステムとしては当時人気のあった CP/M 2.2 が動作。OS以外のソフトウェアも多数バンドルしており、それらを別々に買うと総額がマシン本体と同程度になる。このような販売手法は他のCP/Mコンピュータ業者も追随することになった。
このマシンの一番の問題点は、5インチの小さなディスプレイと容量が小さすぎて実際のビジネス用途では使い物にならないフロッピーディスク（片面単密度）にある。

## 市場での経過
設計は、1976年にパロアルト研究所でアラン・ケイが試作したゼロックスNoteTakerに強く影響されている。Osborne 1 はリー・フェルゼンスタインが設計し、アダム・オズボーンが開発した。1981年4月に発表。アダム・オズボーンはコンピュータ関係の書籍を書いており、コンピュータの価格破壊を起こしたいと考えていた。
持ち運び可能なデザインであり、ABS樹脂製のケースに持ち手がついている。ミシンほどの大きさと重さで、旅客機の座席の下に納まる唯一のコンピュータだと宣伝された。HC-20のようなポータブルコンピュータに比べると重く、今では luggable（移動可能、可搬）という方がふさわしい。
不恰好なデザイン（第二次世界大戦中の携帯ラジオとDC-3の計器パネルの中間）と重さ（フェルゼンスタインは2台の Osborne 1 を見本市会場までの4ブロック徒歩で運ぼうとして「両腕が肩から抜けそうになった」と述懐している）にもかかわらず、発表後の8カ月間で11,000台を売り上げた。ピーク時の売り上げは1カ月で1万台に達している。1981年9月、Osborne Computer Company は1カ月の売り上げが100万ドルを突破した。同社が Osborne Executive などの改良した後継機を早まって発表したため、売り上げが急速に低下した。このような現象を後にオズボーン効果と呼ぶようになった。
オズボーンは1982年から1985年までユーザー向けの雑誌 The Portable Companion を発行していた。

### プロトタイプ
リー・フェルゼンスタインの電子メールによれば、製品化までに10台のプロトタイプが試作されたという。

これは "metal case" と呼んでいた最初の10台のプロトタイプの1つだ。シリアル番号は付与されていないと思う。カリフォルニア州ヘイワードの Galgon Industries がケースを作ったが、量産の際の単価が法外で、プラスチックケースにすぐ切り替えた。回路基板は1981年1月に完成していて、そのすぐ後にプロトタイプを組み立てた。最初の広告 ("the guy on the left doesn't stand a chance") の写真に使われている。30ポンドの重量のプロトタイプを持っている手の血管が浮き上がっている奴だ。1981年のウェスト・コースト・コンピュータ・フェアや National Computer Conference にもこういうプロトタイプを持っていった。

### 競合
Osborne 1 は他のコンピュータメーカーに真似をされ、より低価格のコピー商品が出回った。結局、ケイプロ社のKaypro II というよく似たマシンが Osborne 1の人気を奪うことになる。Kaypro II はより実用的な24行×80桁表示可能な9インチディスプレイと倍密度フロッピーを装備していた。オズボーン・コンピュータはケイプロの挑戦に対して有効な対抗策を打ち出せないまま、CP/Mベースの8ビットコンピュータの時代は終焉を迎えた。IBMが最初のパーソナル・コンピュータをリリースしたのは、1981年8月であり、互換機が活況を呈するまでそれほど時間はかからなかった。後に、コンパックが、Osborne 1 によく似た形状のPC/AT互換機のポータブルコンピュータ Compaq Portable をリリースしている（ディスプレイは9インチ、価格は3590ドル）。

### 倒産

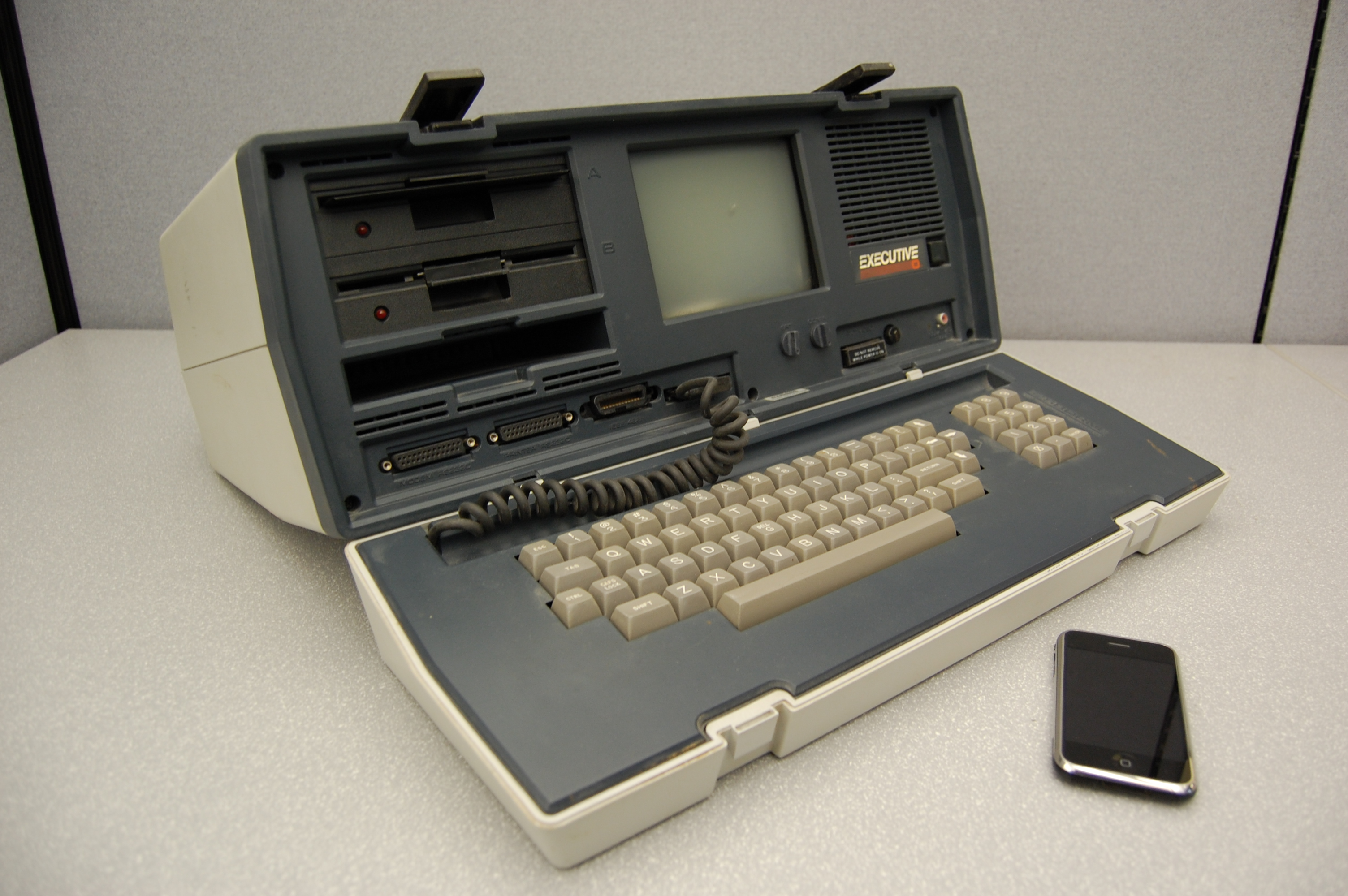
Osborne Executive

オズボーン・コンピュータは1982年に後継機 Osborne Executive を発表。1983年にはさらに進んだ Osborne Vixen を発表。しかし、競合他社を撃退することはできず、1983年9月に倒産した。倒産後に後継機（Osborne Vixen）が完成し、Osborne-4 として1985年に発売されたが、売れ行きは芳しくなかった。

## 仕様

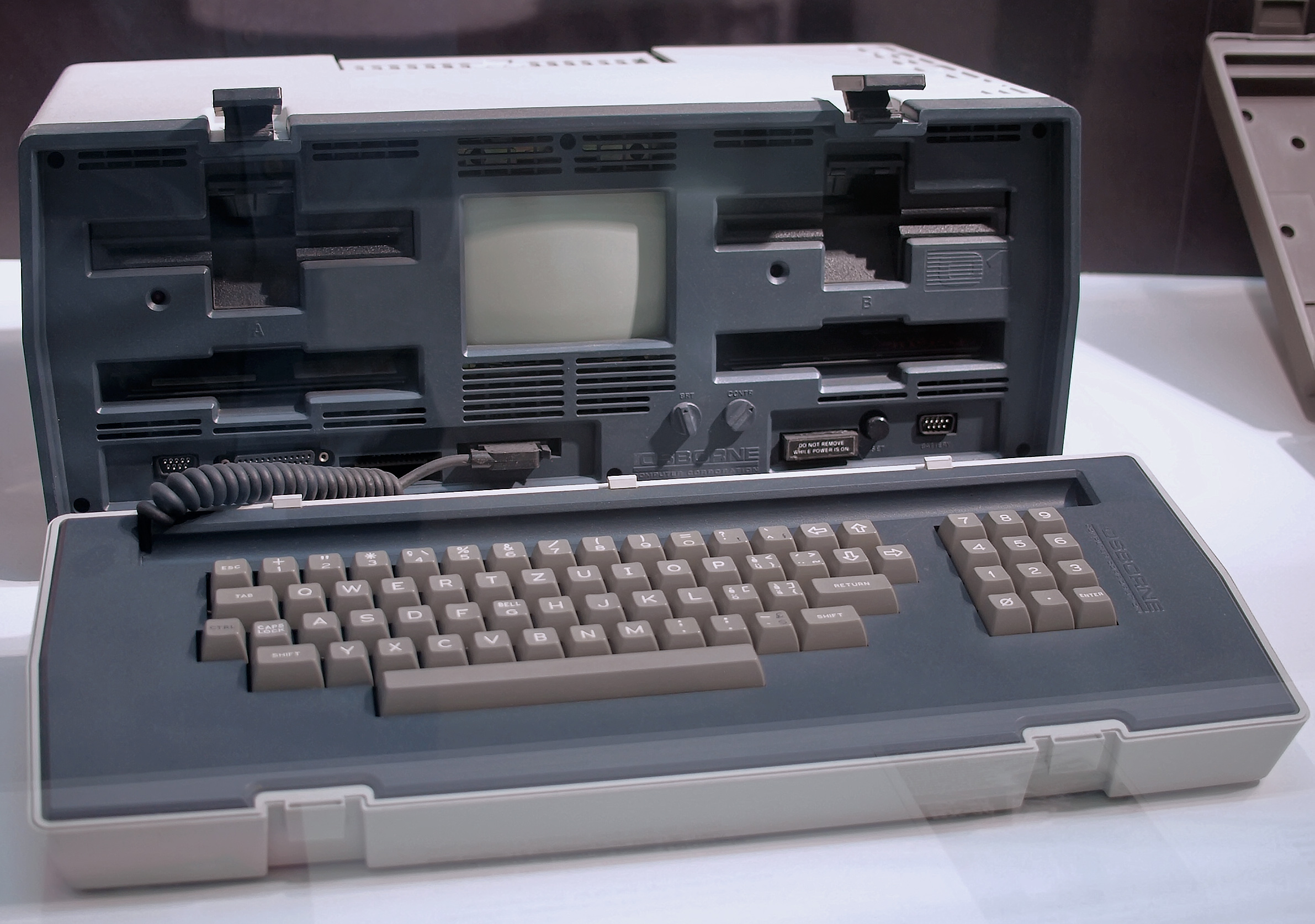
ケースをデザインしなおした後期の Osborne 1

メインメモリは4116型の 16kb DRAM で64KBを構成し、ビデオRAMとしても使用する。パリティはなくマザーボード上に拡張スペースもない。ブートローダとBIOSの大部分は4KBのEPROMに格納されていて、バンク切り換えされる。もう1つのEPROMがキャラクタジェネレータで、文字やグラフィックシンボルのパターンが格納されている。CPUが直接キャラクタジェネレータにアクセスすることはできない。ASCIIで使用しない8番目のビットをアンダーライン付きの文字を表すのに使っている。シリアル通信はメモリマップされた MC6850 を使用し、マザーボード上のジャンパーの設定で300/1200ボーか600/2400ボーを選択できる。
フロッピーディスクドライブは富士通の8877ディスクコントローラ（ウェスタン・デジタルの1793のセカンドソース）で制御している。パラレルポートはメモリマップされた MC6821 PIA (Peripheral Interface Adapter) を使用しており、完全な双方向通信が可能。マニュアルには IEEE 488 準拠だとあるが、その用途で使われることはほとんどない。このパラレルポートはマザーボードの端にエッチングされたカードエッジコネクタがそのまま穴からのぞいている形状で、使うには特別にコネクタを作る必要があった。
FDDはシーメンスまたはMPI製のフルハイト5.25インチドライブだが、駆動回路基板はオズボーンが設計したものに置き換えられていて、マザーボードからの電力と信号を1つのリボンケーブルで供給できるようになっていた。。電力供給は通常のドライブが接地用に予約している線を使っている。
画面表示にはメインメモリの一部とTTL論理回路を使い、内蔵の5インチモノクロモニターに表示する。カードエッジコネクタ経由で同じ信号を外部モニターにも供給できる。表示フォーマットはどちらも同じである。
主要LSI以外は全てTTLの汎用ロジックICを使用している。

### オペレーティングシステム
Osborne 1 では当時人気のあったオペレーティングシステム CP/M 2.2 が動作した。マニュアルでは使用可能な ROM BIOS について詳しく解説している。

### ソフトウェア
Osborne 1 にはアプリケーションソフトウェアがバンドルされていた。ワードプロセッサのWordStar、表計算ソフトのSuperCalc、言語処理系の CBASIC と MBASIC という当時人気のあったアプリケーションである。これらソフトウェアだけで通常販売価格は1500ドルにもなる。正確な同梱ソフトウェアは販売された時期によって異なる。例えば dBASE II は初期には同梱されなかった。
| ソフト名           | バージョン | 発売元             | 種類               | 登場時期 | 部品番号   | ディスク 枚数 |
| ------------------ | ---------- | ------------------ | ------------------ | -------- | ---------- | ------------- |
| CBASIC2            |            | デジタルリサーチ   | コンパイラ         | 1979年   |            |               |
| MBASIC             |            | マイクロソフト     | インタプリタ       |          | 301002-02D | 1             |
| コロッサル・ケーブ |            |                    | ゲーム             |          |            |               |
| Deadline           |            | Infocom            | ゲーム             |          |            | 2             |
| dBase II           |            | アシュトンテイト   | データベース       |          |            |               |
| dBase II Tutor     |            | アシュトンテイト   | データベースの学習 |          |            | 6             |
| Nominal Ledger     | 2.7        | PeachTree Software | ビジネスソフト     | 1983年   | 2X09200-04 | 2             |
| Purchase Ledger    | 2.7        | PeachTree Software | ビジネスソフト     | 1983年   | 2X09200-04 | 2             |
| Sales Ledger       | 2.7        | PeachTree Software | ビジネスソフト     | 1983年   | 2X09200-04 | 2             |
| SuperCalc          |            | Sorcim             | 表計算             | 1981年   | 301002-03  | 1             |
| WordStar           | 2.26       | マイクロプロ       | ワードプロセッサ   |          |            | 1             |

### ハードウェア
- 形状：キーボードがディスプレイとFDDのあるフロントパネルにかぶさる形で収納される。旅客機の機内へ手荷物として持ち込み可能なサイズ（足先である前席の下に入れる）というのが当時の宣伝文句だった。
- プロセッサ：Z80 4MHz
- メモリ：64Kバイト RAM
- キーボード：69キー＋テンキー
- ディスプレイ：5インチ モノクロCRTディスプレイ、文字表示：24行×52桁。32行×128桁の文字表示メモリの一部をマッピングして表示
- フロッピーディスクドライブ：5.25インチ 片面単密度（70Kバイト）×2台（倍密度へのアップグレードが可能）
- IEEE 488ポート: プリンタ用パラレルポートとして使用可能
- RS-232互換シリアルポート: 外部モデムやシリアルプリンタを接続可能（1200ボーまたは300ボー）

Osborne 1 はバッテリーを内蔵しておらず、電灯線で電力を供給する必要があった。電源回路はスイッチング電源である。なお、市場には1時間の駆動が可能なバッテリーパックが出回った。初期モデルは 120V または 240V のみに対応していた。後期モデル（1982年5月以降出荷）は、120V または 230V、50Hz または 60Hz をスイッチで切り替え可能となっている。

### 周辺機器
サードパーティ製の周辺機器が登場している。
- 外部モノクロディスプレイ - マザーボード上のビデオ回路に接続
- パラレル・ドットマトリクスプリンタ - スター精密製
- 300ボー モデム - ディスケット格納用ポケットに収納でき、マザーボードから電源を供給。

Osborne 1 のアップグレードを請け負う業者もいた。倍密度FDDへの換装、外付けハードディスクを接続可能にする改造、FDDベイにバッテリーバックアップ付きのRAMディスクを装着するなどの改造が行われた。
オズボーン自身も表示を54桁から80桁にスイッチで切り換えるアップグレードを行った。

## ゲーム
Osborne 1 はビットマップ表示のグラフィックスをサポートしていないため、ゲームは基本的にテキストアドベンチャーなどの文字ベースだった。例えば、探偵物のアドベンチャーゲーム、Deadline は大型の封筒のパッケージに5.25インチフロッピー2枚、説明書などで構成されていた。コロッサル・ケーブ・アドベンチャーは、コンパイル済みの版とMBASICインタプリタ版が入手可能だった。文字ベースのグラフィックを駆使したシェアウェアのゲームもいくつか登場した。

## 映画での登場
映画『フィラデルフィア・エクスペリメント』(1984) には Osborne 1 が登場するシーンがある。同じシーンで、その手前にコモドール64も見える。